# Fualopa
Fualopa ist eine winzige Riffinsel im westlichen Riffsaum des Atolls Funafuti, Tuvalu.

## Geographie
Die Insel liegt zwischen Tepuka Vili Vili im Nordosten und Fuafatu im Südwesten am Kumkum Minor Pass (Ta Ava Kumkum).
Die Insel gehört zum Funafuti Conservation Area, mit einer Fläche von 33 km² mit Riffen, Lagunenfläche und den sechs Motu Tepuka, Tepuka Vili Vili, Fuafatu, Vasafua, Fuagea und Tefala.